# Tíkhoie (Sakhalín)
|  | Per a altres significats, vegeu «Tíkhoie». |

Tíkhoie (en rus: Тихое) és un poble de l'óblast de Sakhalín, a l'Extrem Orient de Rússia, que el 2013 tenia 63 habitants. Pertany al districte de Makàrov.